# Ronald Penza
Ronald Damson Siame Penza (* 1949; † 6. November 1998 in Lusaka, Sambia) war ein sambischer Politiker.

## Biografie
1991 kandidierte er als Kandidat der Movement for Multiparty Democracy (MMD) für ein Mandat im Parlament und gewann dabei deutlich mit 82 Prozent der Wählerstimmen gegen den heutigen Präsidenten Rupiah Banda den Sitz für den Wahlkreis Munali (Provinz Lusaka).
Nach der Wahl von Frederick Chiluba zum Präsidenten Sambias 1991 wurde er von diesem zunächst zum Minister für Handel, Gewerbe und Industrie ernannt. Nach einer Regierungsumbildung erfolgte 1993 seine Ernennung zum Finanzminister.
In diesen Funktionen war er der maßgeblich verantwortliche Politiker für den Abbau der vom bisherigen Präsidenten Kenneth Kaunda aufgebauten sozialistischen Planwirtschaft. 1994 wurde er von dem Finanzmagazin „Euromoney“, das von der Weltbank und dem Internationalen Währungsfonds herausgegeben wird, zum zweitbesten Finanzminister der Welt benannt. Er überwachte dabei ein Programm zur Privatisierung, das eines der radikalsten in Afrika war, bis zu seiner Entlassung durch Chiluba im März 1998 aufgrund von politischen Differenzen.
Einige Monate später wurde er von einem bewaffneten Einbrecher in seinem Haus in wohlhabenden Viertel Ibex Hill in Lusaka überfallen. Die Polizei gab bekannt, dass er Opfer eines Raubüberfalls wurde und die fünf bewaffneten Täter bei einer Aktion zu ihrer Festnahme von der Polizei erschossen wurden.
Andererseits gab es Vermutungen, dass auch seine Ermordung in einem Kontext von Waffenhandel und Drogenschmuggel von führenden Politikern wie dem ehemaligen Vizepräsidenten Christon Tembo und dem ehemaligen Verteidigungsminister Chilubas Benjamin Mwila stünde.